# تكوين الجبال

الدسر وحركة عاكس الصدع يعتبران مكونين مهمين في عملية تكوين الجبال.

تشير عبارة تكوين الجبال إلى العمليات الجيولوجية التي تعتبر أساسًا لتكوين الجبال. فهذه العمليات يصاحبها تحركات واسعة النطاق لقشرة الأرض (تكتونيات الصفائح). ويرتبط تكوين الجبال بتكتونيات الصفائح. ويعتبر الطي والتصدع والنشاط البركاني وتداخل الصخور النارية وتحول بنية الصخر جميعها أجزاء من عملية تكوّن الجبال. ويطلق على فهم مظاهر سطح الأرض المحددة من خلال العمليات التكتونية الأساسية علم تشكيل الأرض التكتوني، ويطلق على دراسة العمليات الجيولوجية الناشئة أو المستمرة اسم التكتونيات الحديثة.
تتكون الجبال من كتل ضخمة من الحجارة مرفوعة أو مطوية فوق مستوى سطح الأرض المحيط بها. و تتعرض هذه الكتل لعوامل التعرية بفعل الماء والثلج، وأحيانا تأخذها الرياح أشكالاُ معينة. و كلما تقادم العهد بالجبال، أتت عليها عوامل التعرية حتى تصل إلى مستوى السهل. وأحيانا يرفع هذا السهل مرة أخرى. ويقتصر إطلاق اسم جبل على مثل هذه المناطق التي تتفاوت تفاوتا كبيرا في ارتفاعها، اما المناطق التي ترفع ولكنها تحتفظ بسطحها المستوي فتسمى هضاباً. وجبال الألب والأنديز أمثلة للجبال الحديثة.
و يمكن أن تنشئ الثورات البركانية جبالا فردية كبيرة الحجم بسرعة. و من أفضل الأمثلة على هدا النمو البركاني جبل جوولوا في المكسيك الذي ثار عام 1759. أما الجبال الأخرى فهي تتكون ببطيء شديد، حتى انه لا يمكن التعرف على هذا النمو بسهولة. وكخلاصة تكونت الجبال نتيجة تحركات أرضية ضخمة فعملت على ضغط هائل أدى إلى طيّ طبقاته وتصدعها.

## أنواع الجبال
يوجد ثلاثة أنواع رئيسية للجبال وهي: البركانية والالتوائية والكتلية. وهو تصنيف أكثر تفصيلًا يعتبر نافعًا في النطاق المحلي ويؤرخ للصفائح التكتونية ويضيف إلى الفئات المذكورة أعلاه.

### الجبال البركانية

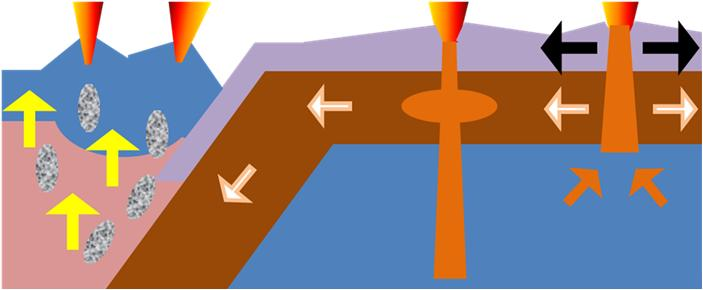
براكين طبقية مصحوبة باندساس (على اليسار) وبركان متطاول منتشر

(على اليمين). وتعتبر النقطة الساخنة البركانية هي المركز.

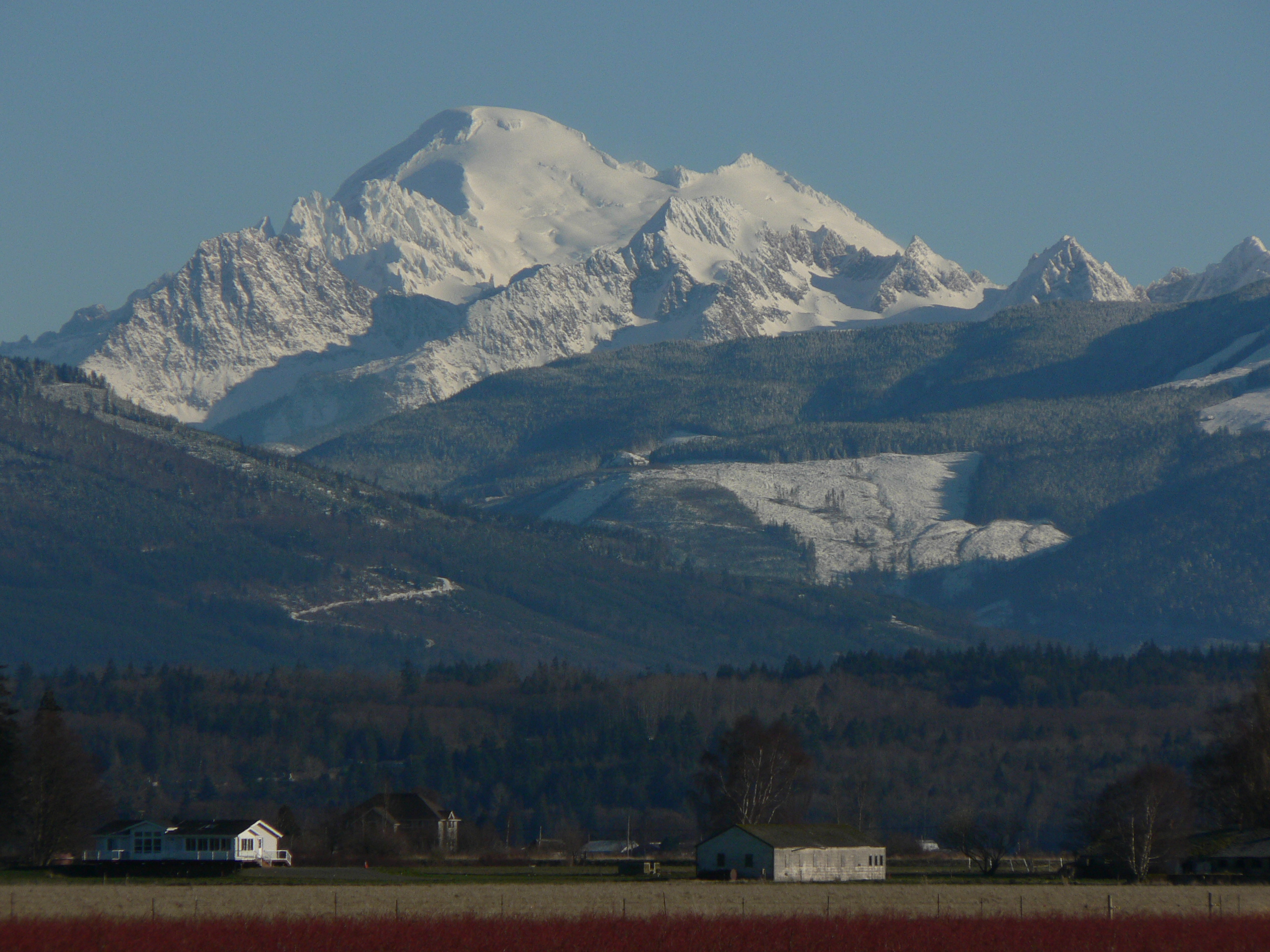
جبل بيكر، بركان طبقي في المنطقة الشمالية الغربية في واشنطن

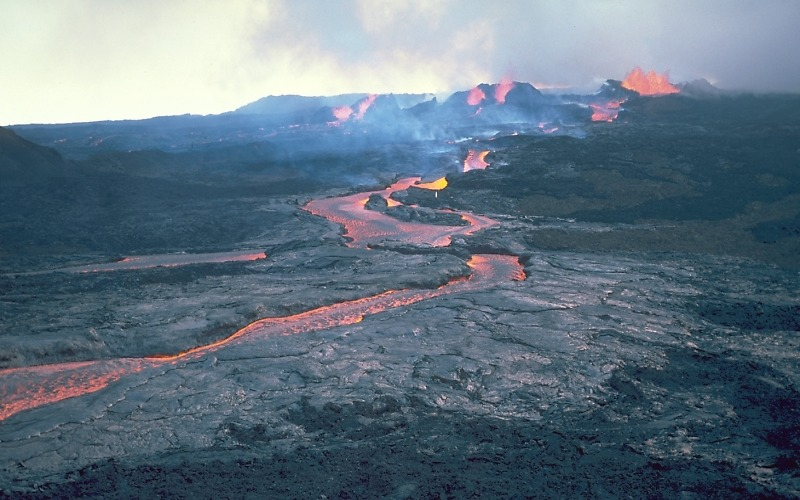
تدفق حمم مونا لوا البركانية، بركان درعي.

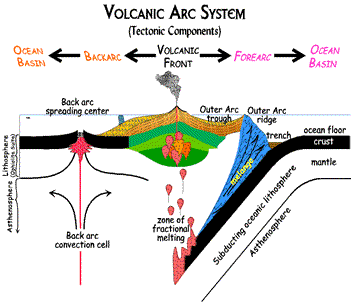
عناصر البركان في نظام بركاني قوسي.

تشكّل تحركات الصفائح التكتونية البراكين على طول حدود الصفائح، والتي تثور وتشكّل الجبال. ويعتبر النظام البركاني القوسي سلسلة من البراكين التي تتشكل بالقرب من منطقة الاندساسق، حيث تشهد ذوبان قشرة إحدى الصفائح المحيطية الغارقة.
وتحدث معظم البراكين في شريط يحيط بالمحيط الهادي (منطقة الحزام الناري بالمحيط الهادي)، وفي آخر يمتد من شريط البحر المتوسط عبر آسيا ليتصل بشريط المحيط الهادئ بأرخبيل إندونيسيا. وأما أهم أنواع الجبال البركانية فهي القمم المركبة أو «البراكين الطبقية» (فيزوف وكيليمانجارو وجبل فوجي تعتبر أمثلة) وبراكين الدرع (مثل مونا لوا في هاواي، وهو بركان نقطة ساخنة).
ويوجد في البركان الدرعي قمة تنحدر بلطف نتيجة اللزوجة المنخفضة للمواد المنبعثة، وعلى رأسها البازلت. ويعتبر بركان مونا لوا المثال التقليدي، حيث يتمتع بمنحدر يبلغ 4°-6°. (العلاقة بين المنحدر واللزوجة تندرج تحت موضوع زاوية الاستقرار.) وأما البركان المركب أو البركان الطبقي، فيتمتع بقمة بركانية مرتفعة بشكل حاد (33°-40°)، وهذا نتيجة اللزوجة العالية للمواد المنبعثة، فضلاً عن أن الانفجارات البركانية تكون أكثر عنفًا وأقل تكرارًا مقارنة بالبراكين الدرعية. وعلاوة على ذلك، فالأمثلة التي ذُكرت فعليًا تشمل جبل شستا وجبل هود وجبل رينير.

### الجبال الالتوائية

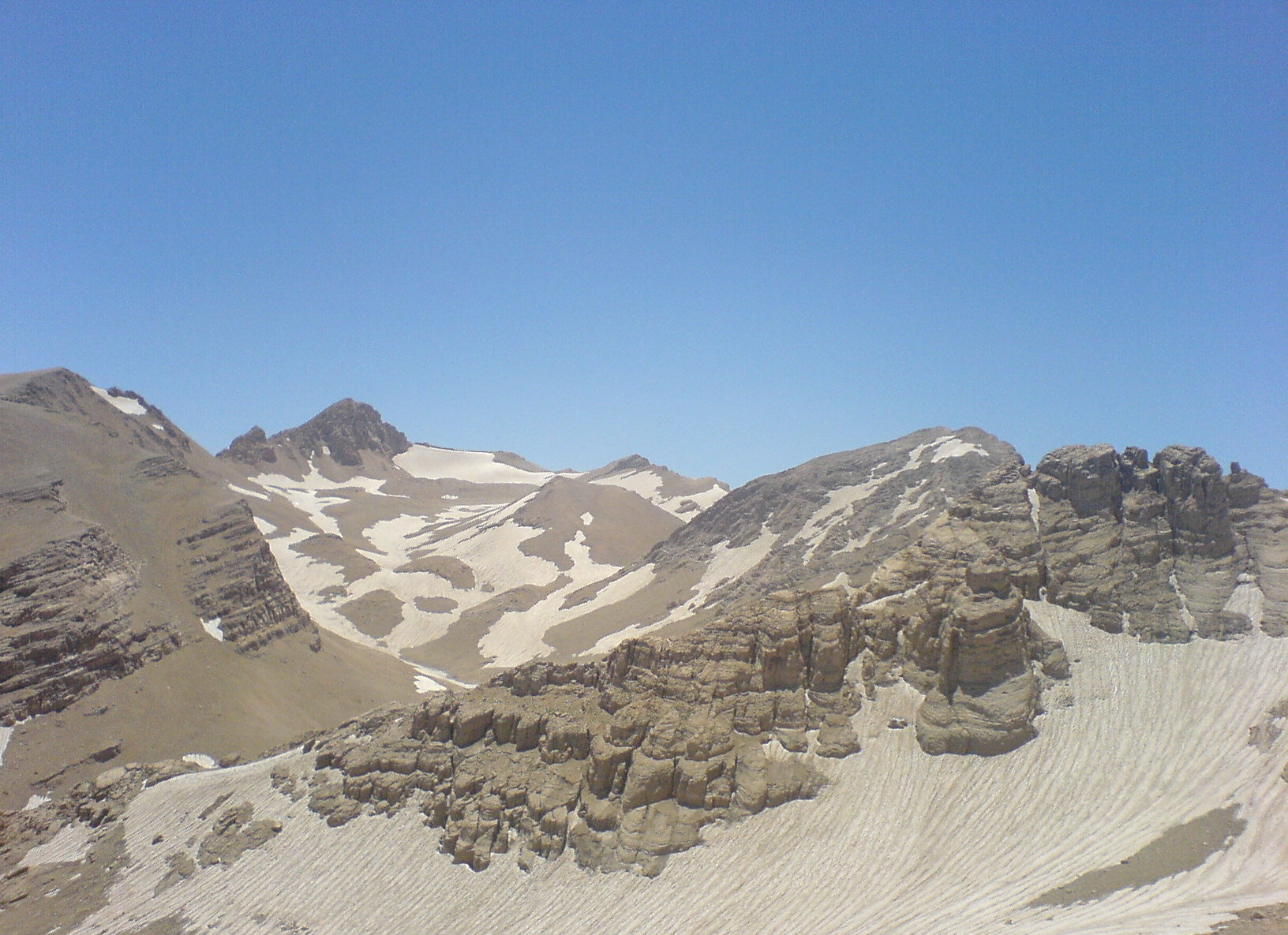
زرد كوه، جبل التوائي في سلسلة جبال زاجروس الوسطى بإيران.

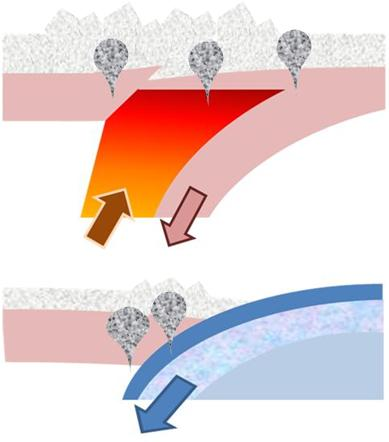
عمليتان تشكلان الجبل: القمة تشير إلى:تطبّق (الفصل إلى طبقات رقيقة) من خلال تداخل الغلاف الموري الساخن

عندما تصطدم الطبقات أو تخضع لعملية اندساس (تركب طبقة فوق أخرى)، فإن الصفائح تميل إلى الاشتباك والالتواء، مما يؤدي إلى تكوين الجبال. وغالبية سلاسل الجبال القارية الكبرى يصاحبها تدافع وطيٌّ أو تكوّن الجبال. ومن الأمثلة على ذلك جبال جورا وزاجروس.

### الجبال الإنكسارية
عندما ترتفع كتلة صدعية أو تنحدر، فيمكن أن يؤدي ذلك إلى تكوّن الجبال الكتلية. وتسمى الكتل العالية النتوقات وتسمى المنخفضات أخاديد. ويؤدي الانتشار بعيدًا عن السطح إلى ظهور قوى شد. وعندما تكون قوى الشد قوية بدرجة كافية لجعل الصفيحة تتشقق؛ فإنها تتشقق مما يؤدي إلى انزلاق كتلة وسطى مرتبطة بالكتل المجنحة.
وأحد الأمثلة على ذلك يكمن في سلسلة جبال سييرا نيفادا، حيث أدى التطبّق إلى تشكيل كتل بلغت 650 كم طولًا و80 كم عرضًا، تتكون من العديد من الأجزاء المفردة المائلة بشكل خفيف من الجانب الغربي، ومنزلقات شرقية مواجهة ترتفع فجأة لتنتج أعلى واجهة جبلية في الولايات المتحدة القارية.

### براكين النقاط الساخنة
يتم تزويد النقاط الساخنة من خلال مصدر صهارة في غشاء الأرض يطلق عليه اسم لوافظ الغشاء. وبالرغم من ربطه في الأصل بإذابة القشرة المحيطية المندسة، فإن الدلائل الحديثة بيّنت خطأ هذا التصور. ولا تزال آلية تشكيل اللوافظ موضوعًا يحتاج للبحث.

### الكتل التصدعية
يصاحب العديد من حركات القشرة الأرضية التي تؤدي إلى تكوّن الجبال تصدعات. وهذه التحركات في الواقع يمكن تحليلها الذي يمكن أن يتنبأ، على سبيل المثال، بارتفاع الكتلة المنصوبة وعرض الشق المتداخل بين الكتل عن طريق استخدام علم دراسة جريان الطبقات وقوى توازن قشرة الأرض. فالتنبؤ بنماذج تصدعات الصفائح المنحنية المبكرة وتحركات الصدوع يظهر في نماذج الحركة المجردة والمنثنية في الوقت الراهن.